# Danijjel Ajjalon
Danijjel Ajjalon, Danny Ajjalon (hebr.: דני אילון, ang.: Daniel Ayalon, ur. 17 grudnia 1955 w Tel Awiwie) – izraelski ekonomista, dyplomata i polityk, w latach 2002–2006 ambasador Izraela w Stanach Zjednoczonych, w latach 2009–2013 wiceminister spraw zagranicznych i poseł do Knesetu z listy Nasz Dom Izrael.

## Życiorys
Urodził się 17 grudnia 1955 w Tel Awiwie.
Służbę wojskową odbywał w Korpusie Pancernym, wojsko opuścił w stopniu kapitana. Ukończył studia z zakresu ekonomii – bakalaureat, a następnie MBA.
W lipcu 2002 zastąpił Dawida Iwriego na stanowisku ambasadora Izraela w Stanach Zjednoczonych. W waszyngtońskiej placówce pracował do listopada 2006, kiedy zastąpił go Salaj Meridor.
W wyborach parlamentarnych w 2009 po raz pierwszy i jedyny dostał się do izraelskiego parlamentu z listy prawicowego ugrupowania Nasz Dom Izrael kierowanego przez Awigdora Liebermana. W osiemnastym Knesecie był członkiem lobby pracującego nad zwiększeniem tolerancji pomiędzy szkołami świeckimi a religijnymi. 1 kwietnia, w dzień po powołaniu drugiego rządu Binjamina Netanjahu dołączył do niego obejmując stanowisko wiceministra spraw zagranicznych, w resorcie kierowanym przez Liebermana. Pozostał w resorcie, kiedy w grudniu 2012 kierownictwo nad nim przejął sam premier, i sprawował swój urząd do 5 lutego 2013.

## Życie prywatne
Jest kuzynem Orit Noked, posłanki do Knesetu z listy Partii Pracy.
Posługuje się angielskim i hiszpańskim.